# Asota canaraica
Asota canaraica là một loài bướm đêm thuộc họ Erebidae. Nó được tìm thấy ở Ấn Độ và Trung Quốc.